# Quel Dio
Quel Dio è la prima enciclica di papa Gregorio XVI, pubblicata il 5 aprile 1831, con la quale il Pontefice esprime la propria soddisfazione per la conclusione delle insurrezioni scoppiate nello Stato Pontificio a partire dal febbraio 1831 e ringrazia l'imperatore d'Austria Francesco II che con il suo intervento, unitamente a gruppi di cittadini organizzati nella milizia civica, gli ha restituito la pienezza del potere temporale.